# Richard Cockwell
John Richard Cockwell (nacido en 1939 en Inglaterra) es un político de las Islas Malvinas de origen británico que se desempeñó como miembro del Consejo Legislativo para el distrito de Camp desde 1997 hasta 2001, y luego como miembro por la circunscripción de Puerto Stanley desde 2001 hasta 2009.
Cockwell creció en Hampshire y asistió a Stanbridge Earls. Él trabajó brevemente como pastor en la llanura de Salisbury antes de mudarse a Australia. Se trasladó a las Islas Malvinas en 1964 para trabajar en Packe Brothers y Co. limited en Bahía Fox, convirtiéndose en Gerente de la compañía en 1967.
Fue elegido para el Consejo Legislativo en las elecciones generales de 1997 para el distrito de Camp y reelegido cuatro años más tarde como miembro de Puerto Stanley. Él no buscó la reelección en 2009.